# Співоче поле (Полтава)
Співоче поле ім. Марусі Чурай — місце проведення масових, зокрема пісенних конкурсів, оглядів і фестивалів у місті Полтаві. Назване на честь легендарної української народної співачки і поетеси Марії Гордіївни Чурай (1625-1653), яка нібито жила в Полтаві.
Побудовано в 1987 з нагоди проведення в Полтаві Республіканського свята народної творчості. Відкрите 27 червня цього ж (1987) року. 
Автори проекту — М. Жданов, М. Піцюра, В. Гавриленко. 
Споруда розташована на території парку культури і відпочинку «Перемога». 
Амфітеатр (близько 7 000 місць) гармонійно вписався в зелені схили парку. Своєрідна за конструкцією сценічна частина використовується і для виступів колективів, і одночасно є дахом для службових приміщень.  

## Галерея

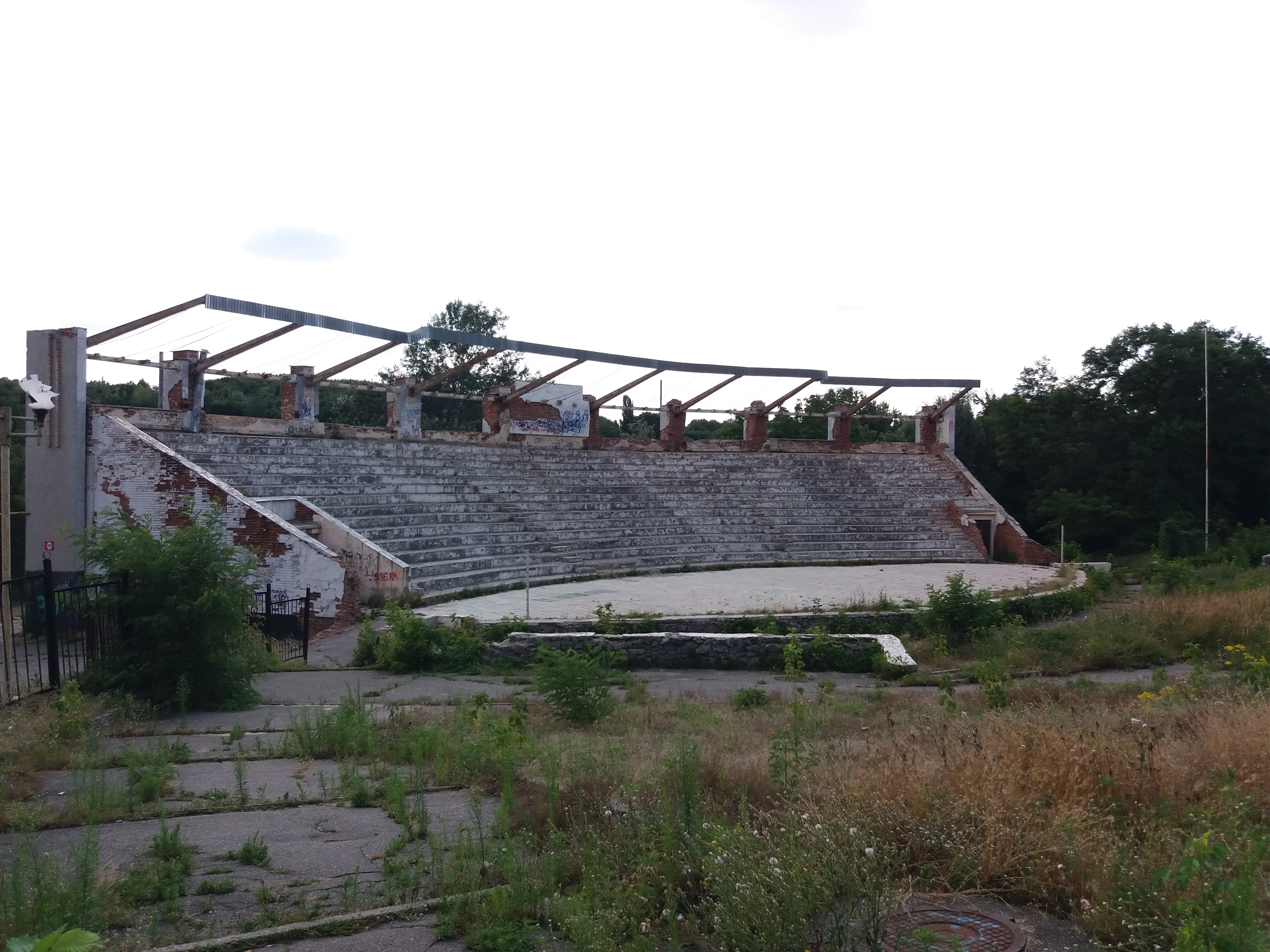
Амфітеатр у липні 2021 року
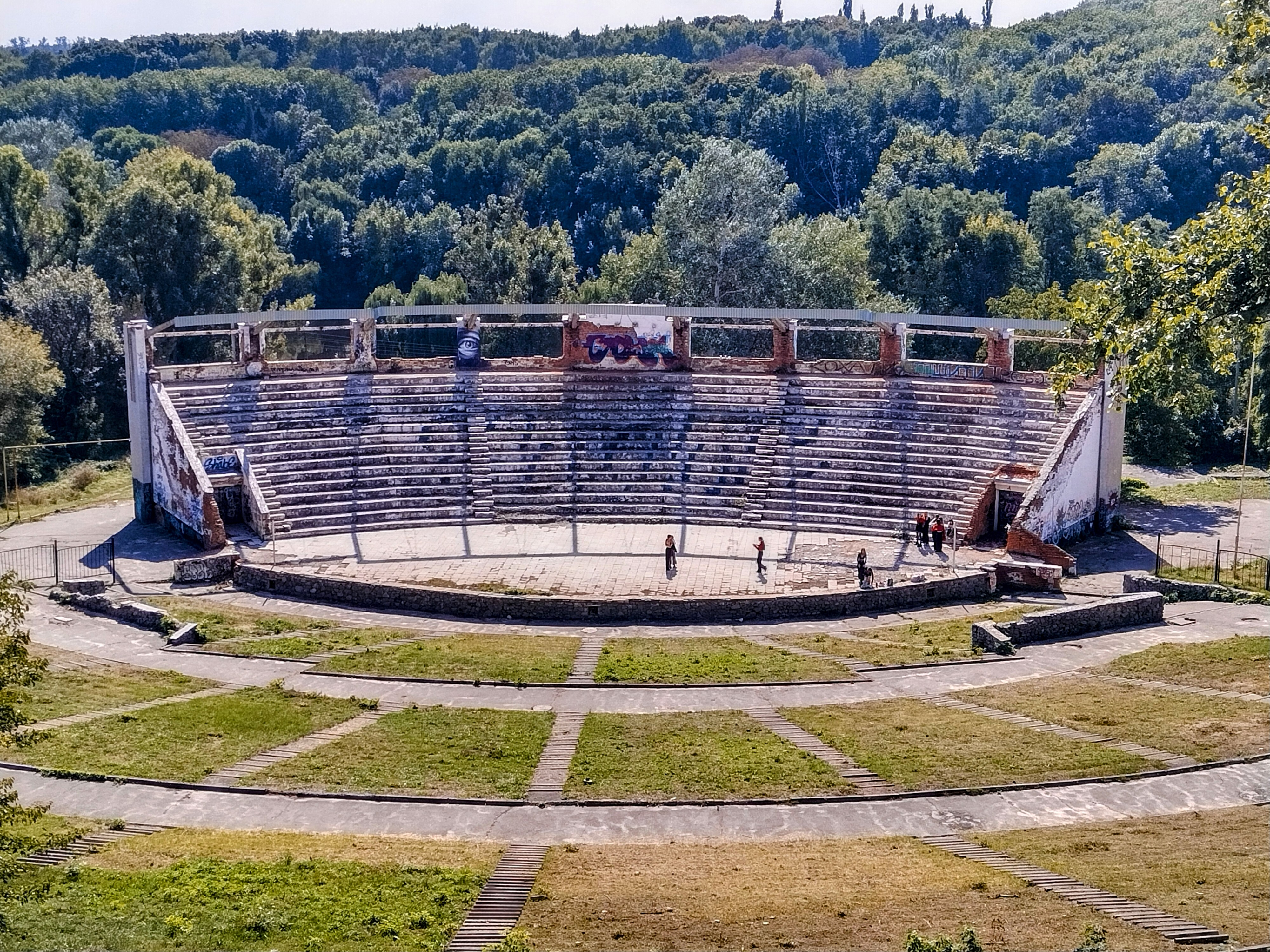
Панорамний вигляд (вересень 2023 року)